# Adagio (együttes)
Az Adagio együttes 2005 őszén alakult. Tagjai: Homonnay Zsolt (tenor), Balczó Péter (tenor), 2010-ig Nagy Sándor, majd 2010-től Merán Bálint (bariton). A klasszikus zenét a vokális poppal ötvöző dalokat adnak elő szimfonikus zenekari kísérettel, crossover stílusban.
Eddigi négy CD-jük platinalemez lett (Adagio, Gold, Érintés, Hollywood), koncert show-jukat a Magyar Televízió is műsorára tűzte. Az ebből készült DVD szintén platina státuszt ért el.

## Lemezek

### Adagio (2005)
1. Adagio
2. Szerettél-e így?
3. A szabadság vándorai
4. Én gondolok rád
5. Utolsó érintés
6. Szállj fel magasra
7. The Great Pretender
8. Egy elfelejtett dal
9. Egy érzés megtalál
10. Spanyol gitár
11. Legyen ünnep
12. Maradj velem
13. Belle

### Gold (2006)
1. Így volt szép (Carrie)
2. Őrjítő vágy (Power Of Love)
3. Érints meg
4. Mamma
5. Miért, mondd miért? (Delilah)
6. Szép Júlia
7. Always
8. Te vagy
9. My Love
10. Caruso
11. Hída romlás vizén (Bridge Over Troubled Water)
12. Gyertyák

### Érintés (2007)
1. Jégszív
2. Te vagy
3. Várj (Bach: Air)
4. Bármit megtennék (I'd Do Anything For Love (But I Won't Do That)
5. A szerelem megöl majd (Too Much Love Will Kill You)
6. The Winner Takes It All
7. Ne menj ej (If You Go Away)
8. Érintés (Borodin: Prince Igor)
9. Könnyű álmot hozzon az éj
10. Shame About The Dreams
11. Ez majdnem szerelem volt
12. Nézz reám (The Rose)
13. Az Operaház fantomja (The Phantom Of The Opera)

### Érintés koncert DVD (2008)
1. Adagio Nyitány
2. Jégszív
3. Ez majdnem szerelem volt
4. Szép Júlia
5. The Winner Takes It All (medley)
6. A szerelem megöl majd (Too Much Love Will Kill You)
7. Ne menj el (If You Go Away)
8. Adagio
9. Várj (Bach: Air)
10. Az Operaház fantomja (The Phantom Of The Opera)
11. Belle (A Notre-Dame De Paris című musicalből)
12. Bármit megtennék (I'd Do Anything for love) [közreműködik Polyák Lilla]
13. Örökké (Immortelle)
14. The Great Pretender
15. Mamma
16. Miért, mondd miért? (Delilah)
17. Te vagy a végzetem (You Are My Destiny)
18. Maradj velem
19. Könnyű álmot hozzon az éj
20. Próba (werkfilm)
21. Próba
22. Készülődés (werkfilm)
23. Koncert (werkfilm)
24. Koncert
25. Bankett (werkfilm)
26. Bankett

### Hollywood (2009)
1. Egy könnycsepp az arcodon
2. Száguldás, Porsche, szerelem
3. Szerelem első vérig
4. Küldök néked egy nápolyi dalt
5. I Want To Spend My Lifetime Loving You
6. Micsoda nő
7. Érted mondok imát
8. Mamma Mia
9. New York, New York
10. Diana
11. Tűz és vágy
12. Várok még rád
13. Olasz egyveleg